# Sally Deaver
Sally Deaver, ameriška alpska smučarka, * 14. december 1933, Philadelphia, ZDA, † 14. avgust 1963, Ambler, Pennsylvania, ZDA.
Nastopila je na Svetovnem prvenstvu 1958, kjer je osvojila srebrno medaljo v veleslalomu.